# Parthenicus desertus
Parthenicus desertus är en insektsart som beskrevs av Knight 1968. Parthenicus desertus ingår i släktet Parthenicus och familjen ängsskinnbaggar. Inga underarter finns listade i Catalogue of Life.